# Lukas Langguth
Lukas Langguth (* 1999 in Augsburg) ist ein deutscher Jazzmusiker (Piano, Komposition).

## Leben und Wirken
Langguth erhielt seit seinem sechsten Lebensjahr Klavierunterricht; seit 2015 intensivierte er am Leopold-Mozart-Zentrum der Universität Augsburg seine klassische Ausbildung auf dem Instrument. Daneben beschäftigte er sich mit dem Jazz und trat mit diversen Pop- und Rockbands auf. Seit 2016 gehörte er zum Landesjugendjazzorchester Bayern. Mit der Bigband Dachau spielte er beim Montreux Jazz Festival. Von 2016 bis 2018 bereitete ihn Leonid Chizhik auf sein Studium vor. Seit 2018 studierte er Jazz-Piano an der Hochschule für Musik Nürnberg bei Rainer Böhm.
2020 trat Langguth mehrfach im Bayerischen Rundfunk auf. Die Hörspiel- und Filmkomponistin Martina Eisenreich holte ihn als Musiker für das Hörspiel „Mansfield Park“ des Hessischen Rundfunks. Im selben Jahr wurde er als Pianist in das französische Jugend-Jazz-Nationalorchester Orchestre des Jeunes de l’ONJ aufgenommen. 2022 legte er mit seinem Trio aus Hannes Stegmeier und Jonas Sorgenfrei sein Debütalbum Save Me From Myself bei Unit Records vor.
Langguth ist seit 2020 Lehrbeauftragter an der Katholischen Universität Eichstätt-Ingolstadt.

## Preise und Auszeichnungen
Bei Jugend jazzt wurde Langguth 2018 mit „hervorragendem Erfolg“ ausgezeichnet. Im selben Jahr erreichte er mit der Band „Zollbeamte“ den 1. Platz beim Bruno-Rother-Jazz-Wettbewerb. 2020 erhielt er den Augsburger Kunstförderpreis in der Sparte Musik/Jazz. Sein Lukas Langguth Trio erlangte 2021 den 2. Platz beim Jungen Münchner Jazzpreis; er selbst wurde dort mit dem Solistenpreis ausgezeichnet. Mit der Band Paulbright Experience um Paul Albrecht belegte er den 1. Platz beim Future Sounds Wettbewerb der Leverkusener Jazztage.
Beim Biberacher Jazzpreis errang er 2024 mit seinem Duopartner Paul Scheugenpflug den 2. Preis und zudem den Publikumspreis.

## Hörspiele (Auswahl)
- 2020: Jane Austen: Mansfield Park (3 Teile) (Bearbeitung (Musik)) – Bearbeitung (Wort) und Regie: Iris Drögekamp (Hörspielbearbeitung – HR/SWR/Der Hörverlag)
  - Veröffentlichung: CD-Edition: Der Hörverlag (März 2021)